# Gustavo Orlando
Gustavo André Orlando (Osasco, 10 de agosto de 2002) é um voleibolista indoor brasileiro atuante na posição de levantador, com marca de alcance de 334 cm no ataque e 315 cm no bloqueio. Serviu a Seleção Brasileira na categoria de base e conquistou a medalha de ouro nas edições do Sul-Americano na categoria Sub-19 e Sub-21 de 2018, assim como  conquistou na primeira edição dos Jogos Pan-Americanos Júnior de 2021 na Colômbia e ainda obteve a medalha de bronze no Mundial Juvenil de 2021 no Bahrein.

## Carreira
Ele iniciou no vôlei na Escola Estadual Roque Celestino Pires, no bairro de Caucaia do Alto, incentivado por seu pai. Ingressou nas categorias de base do Sesi-Cotia, permanecendo por dois anos, também esteve vinculado com o Clube Hebraica por 3 anos, despertando o interesse do Esporte Clube Pinheiros.
Em 2018 serviu a seleção brasileira na edição do Campeonato Sul-Americano Sub-19 em Sopó, na Colômbia, obtendo a medalha de ouro e foi premiado como melhor levantador da competição.Ainda em 2018 foi convocado pelo técnico Giovane Gávio  para seleção brasileira juvenil e disputou a edição do Campeonato Sul-Americano Sub-21 em Bariloche, sagrou-se campeão
E disputou em 2019 a edição do Campeonato Mundial Sub-19 realizado em Tunis e terminou na nona colocação, e no mesmo ano, disputou a edição do Campeonato Mundial Sub-21  sediado no Bahrein e terminou com o bronze.
Transferiu-se em 2018 para categorias de base do Minas Tênis Clube, sagrou-se campeão da  primeira edição da Copa Minas Sub-21 de 2021 e eleito melhor levantador, cedido por empréstimo ao Minas Tênis Náutico Clube disputou a Superliga Brasileira C de 2021, conquistaram o título e a promoção para a Superliga Brasileira B.
No ano de 2021 serviu a seleção brasileira na edição do Campeonato Mundial Sub-21  sediado na Bulgária e Itália], finalizando na sétima posição e no mesmo ano foi convocado pelo técnico Renan Dal Zotto para disputar pela seleção Sub-23 a edição dos Jogos Pan-Americanos Júnior em Cáli conquistando a medalha de ouro e foi eleito o melhor levantador da edição.Na temporada 2021-22 foi integrado ao elenco profissional do Fiat/Gerdau Minas conquistando o título da Copa Brasil de 2022 e o vice-campeonato no Campeonato Sul-Americano de Clubes, sediado em Contagem.Disputa série final da Superliga Brasileira A de 2021-22.

## Títulos e resultados
- Superliga Brasileira-Série C:2021
- Copa Brasil:2022
- Copa Brasil:2021
- Campeonato Mineiro:2021
- Copa Minas Sub-21:2021

## Premiações individuais
- Melhor Levantador dos Jogos Pan-Americanos Júnior de 2021
- Melhor Levantador da Copa Minas Sub-21 de 2021
- Melhor Levantador do Campeonato Sul-Americano Sub-19 de 2018